# Smith de Grand Wootton
Vous lisez un « bon article » labellisé en 2010.  Il fait partie d'un « bon thème ».
Smith de Grand Wootton (Smith of Wootton Major, également paru en français sous le titre Ferrant de Bourg-aux-Bois) est un ouvrage de J. R. R. Tolkien paru en 1967 avec des illustrations de Pauline Baynes.
Ce conte de fées, sans lien avec les récits sur la Terre du Milieu, relate les voyages d'un forgeron humain en Faërie, le pays des Elfes. Smith de Grand Wootton est le dernier ouvrage de Tolkien paru de son vivant, et il a fait l'objet de diverses interprétations allégoriques en lien avec le catholicisme ou la biographie de son auteur.

## Résumé
Le village de Grand Wootton, « pas trop loin pour qui a de longues jambes et il n'y a pas trop longtemps pour qui a bonne mémoire », est très réputé pour ses artisans et notamment son Maître Queux. La renommée de chaque Maître Queux est en grande partie attachée au Grand Gâteau qu'il confectionnera à l'occasion du Festin des Bons-Enfants, une fête particulière qui n'a lieu que tous les vingt-quatre ans et où seulement vingt-quatre enfants sont invités.
Lorsque le Maître Queux quitte le village sans prévenir, les habitants de Grand Wootton choisissent à sa place le vieux Nokes, un homme avare et envieux qui retient auprès de lui Alf, l'apprenti de l'ancien Maître Queux. Bien que Nokes se gargarise de sa nouvelle position, c'est en réalité Alf qui fournit la majeure partie du travail. Lorsque le temps de la Fête de Vingt-Quatre revient, il prépare un Grand Gâteau rempli de petites surprises réservées aux enfants, couronné d'une petite poupée représentant la Reine des fées. Parmi ces babioles se trouve une étoile d'argent, découverte par Nokes dans les affaires de l'ancien Maître Queux.
Aucun des enfants invités à la fête ne trouve l'étoile dans sa part de gâteau. Ce n'est que des mois plus tard que le fils du forgeron (Smithson, puis simplement Smith) la découvre et la place sur son front. En grandissant, Smith devient un artisan réputé, dont les œuvres sont aussi solides que délicates. Grâce à l'étoile, qui, comme l'avait dit Alf, est une « étoile-fée », il peut se rendre à sa guise en Faërie sans danger : « les Maux mineurs évitaient l'étoile, et contre les Maux Majeurs, il était protégé ».
Lors de ses voyages en Faërie, Smith est témoin de nombreuses choses, belles et périlleuses : les marins elfes « grands et terribles » ; l'Arbre du Roi, qui porte « des feuilles, des fleurs et des fruits innombrables, mais tous différents » ; une vallée des Monts Extérieurs où, après qu'il a essayé de poser le pied sur la surface du Lac des Larmes, un bouleau le sauve de la morsure du vent au prix de ses feuilles. S'enfonçant toujours plus dans le pays, Smith atteint finalement la Vallée du Perpétuel Matin ; il y danse avec une jeune fille qui lui offre une fleur qui ne fane jamais et qui se transmettra parmi ses descendants.
Alors qu'une nouvelle Fête des Vingt-Quatre se prépare, Smith est convoqué en Faërie. Il y rencontre la Reine, en qui il reconnaît la jeune fille qui lui a offert la Fleur Vivante, puis l'apprenti Alf, devenu entre-temps Maître Queux. Celui-ci lui raconte comment l'ancien Queux (qui était le propre grand-père de Smith) ramena l'étoile de Faërie, et suggère à Smith qu'il serait temps qu'elle passe à quelqu'un d'autre. À contrecœur, Smith lui remet son étoile, et il comprend qu'Alf est en réalité le Roi de Faërie, disparu depuis longtemps. Alf cuisine un nouveau Gâteau, dans lequel il dissimule à nouveau l'étoile, qui revient à un nouvel enfant : un descendant du vieux Nokes. Alf quitte le village, après avoir révélé sa véritable nature à son ancien maître, et Smith retourne auprès des siens.

## Rédaction et publication
En 1964, la maison d'édition américaine Pantheon Books demande à Tolkien d'écrire une préface pour une réédition du conte de fées de George MacDonald, La Clef d'or. L'écrivain répond par la positive : « Je ne suis pas un aussi fervent admirateur de George MacDonald que l'était C. S. Lewis ; mais j'estime beaucoup cette histoire-ci. Je l'ai évoquée dans mon essai Du conte de fées. » L'appréciation de Tolkien se gâte lorsqu'il relit le récit et les autres œuvres de MacDonald et qu'il se rend compte qu'il n'apprécie plus guère cet auteur (il le décrit par la suite comme « un écrivain envers qui j'éprouve une aversion sincère et humble »), mais il ne se rétracte pas.
Cherchant à illustrer sa conception de la faerie, Tolkien introduit dans sa préface une courte histoire allégorique impliquant un cuisinier et un gâteau ; le cuisinier croit à tort que le gâteau doit être très sucré pour plaire aux enfants, à l'image du préjugé selon lequel les contes de fées doivent être édulcorés pour plaire aux goûts rudimentaires des enfants. Mais cette petite histoire prend de l'ampleur et finit par acquérir une vie propre ; la préface n'est quant à elle jamais achevée,. Tolkien rédige la première version du récit à la main, à la suite de cette préface avortée tapée à la machine. Ce texte hybride est suivi de trois versions successives, entièrement tapées à la machine. Les deux premières sont intitulées The Great Cake (« Le Grand Gâteau »), la deuxième introduisant l'épisode du Lac des Larmes. Le conte acquiert son titre définitif dans le troisième tapuscrit : il est censé rappeler les histoires de « Psmith » de P. G. Wodehouse.
La rédaction de Smith est achevée avant la mi-février 1965. Tolkien le fait lire à ses proches, et sa cousine Marjorie Incledon est particulièrement enthousiaste. Le 26 octobre 1966, Tolkien en donne lecture au Blackfriars Hall de l'université d'Oxford, devant un public particulièrement nombreux et captivé. Néanmoins, son éditeur Rayner Unwin trouve le texte trop court pour être publié tel quel, et exprime à Tolkien son souhait de l'accompagner d'autres textes ; ce dernier lui répond qu'il n'a pas d'autre inédit à lui proposer qui ne soit pas lié au grand-œuvre du Silmarillion. En fin de compte, le conte paraît seul en novembre 1967 chez Allen & Unwin au Royaume-Uni et chez Houghton Mifflin aux États-Unis. Il est illustré par Pauline Baynes, qui avait déjà travaillé sur Le Fermier Gilles de Ham et Les Aventures de Tom Bombadil.
En décembre 1967, le conte paraît dans le numéro 130 du magazine Redbook avec des illustrations de Milton Glaser. Le livre illustré par Baynes a été réédité en 1975 au Royaume-Uni et en 1978 aux États-Unis. Une édition illustrée par Roger Garland est parue en 1990. Le conte est également inclus dans divers recueils, notamment Poems and Stories (1980) et Tales from the Perilous Realm (1997, réédité en 2008 avec des illustrations d'Alan Lee).
En France, le conte a été traduit par Francis Ledoux et publié chez Christian Bourgois éditeur dans le recueil Faërie (1974), qui comprend également Le Fermier Gilles de Ham, Feuille, de Niggle et Du conte de fées. Une autre traduction, réalisée par Annie Richelet, est parue aux éditions Pocket dans une édition bilingue sous le titre Ferrant de Bourg-aux-Bois. En tout, le livre est paru dans une quinzaine de langues.
Une édition critique de Smith of Wootton Major, réalisée par Verlyn Flieger, est parue en 2005. Elle inclut divers brouillons associés à l'œuvre : la préface avortée de La Clef d'Or, une transcription avec fac-similé du brouillon hybride et des ébauches manuscrites et tapées de l'épisode du Lac des Larmes, une chronologie, une liste de personnages et un long essai dans lequel Tolkien développe la nature du récit et son cadre.

## Thèmes et analyses

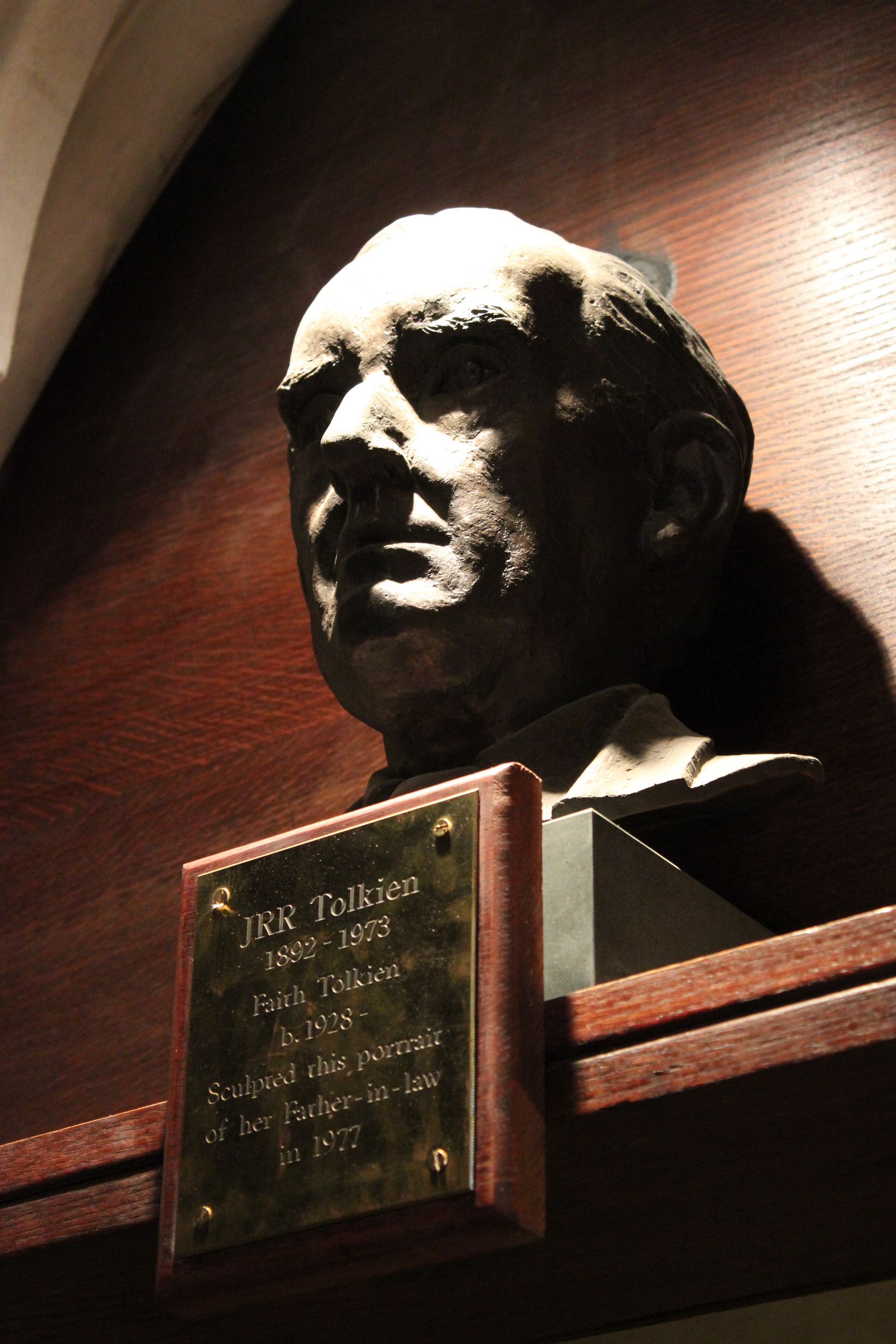
C'est le livre d'un vieillard, déjà lourd du présage de la “perte”. (buste de Tolkien sculpté après sa mort)

« En chercher le sens est comme ouvrir une balle au couteau pour voir pourquoi elle rebondit. »

— Roger Lancelyn Green

### Inspiration autobiographique?
Dans une lettre à Roger Lancelyn Green, Tolkien explique que Smith de Grand Wootton « n'était (naturellement) pas destiné aux enfants ! C'est le livre d'un vieillard, déjà lourd du présage de la “perte” ». Il affirme ailleurs l'avoir écrit « avec une profonde émotion, venue en partie d'avoir éprouvé le deuil de la retraite et de l'âge ». Humphrey Carpenter s'appuie sur ces remarques pour voir en Smith un texte quasiment autobiographique, une interprétation partagée par Clyde S. Kilby, Paul Kocher et Tom Shippey. L'abandon par Smith de son étoile représenterait alors les adieux de Tolkien à la littérature : Smith fut effectivement la dernière œuvre qu'il publia de son vivant.
Plusieurs interprétations allégoriques de Smith de Grand Wootton ont été proposées. Tom Shippey y voit l'opposition entre deux approches de l'étude de la langue anglaise : Nokes serait le « critique littéraire », le Maître Queux une figure de « philologue », tandis que Smith représenterait Tolkien lui-même, aux prises avec sa propre dualité, entre « lit » et « lang ». La Faërie correspondrait alors à son œuvre de fiction, qui l'a toujours détourné de son travail de philologue. Plus encore, Shippey suggère que l'épisode du bouleau, qui protège Smith du Vent mais y perd toutes ses feuilles, pourrait exprimer une sorte de remords de Tolkien, qui aurait pu avoir le sentiment d'avoir « exploité la philologie pour ses fictions ». Somme toute, Tolkien aurait lui-même succombé au charme périlleux de Faërie, un thème qu'il aborde dans d'autres textes, comme ses poèmes de jeunesse « Ides Ælfscyne » et « Ofer Widne Garsecg », ou bien le plus tardif « La Cloche marine », paru cinq ans avant Smith dans le recueil Les Aventures de Tom Bombadil.

### Allégorie religieuse?
Dès 1968, le critique littéraire Christopher Derrick voit dans le conte des références au concile Vatican II, achevé quelques années auparavant. Pour Jane Chance, Smith de Grand Wootton « met l'accent sur des thèmes et concepts chrétiens, bien qu'il soit moins visiblement chrétien et allégorique que Feuille, de Niggle ». Smith reçoit l'étoile parce qu'il ne connaît pas le vice et qu'il est plein de charité, dont il témoigne encore en l'abandonnant, qui plus est à un descendant de Nokes, ce dernier représentant la gourmandise, l'arrogance et l'égoïsme, à l'opposé des vertus de Smith. Alf, figure christique consolatrice, fait quant à lui preuve d'humilité en abandonnant son pays et son trône pour devenir un simple apprenti (possible rappel de l'Incarnation du Christ) ; le fait qu'il ne paraisse pas vieillir représente « la jeunesse de l'esprit, par opposition à la vieillesse de l'orgueil et des sens ». Sa confrontation à la fin du conte avec Nokes est une « dramatisation de la confrontation chrétienne entre Satan (ou une figure satanique) et la Deuxième Personne de la Trinité ».
Dans son essai sur Smith de Grand Wotton, Tolkien affirme qu'il ne s'agit pas d'une allégorie, et qu'il est « inutile » d'en chercher une, « bien que des interprétations allégoriques soient possibles en certains points ». Son symbole de Faërie n'est pas un monde souterrain à la Edgar Rice Burroughs, mais la Forêt, « les régions encore vierges d'activité humaine » ; c'est dans la forêt à l'ouest de Grand Wootton (dont le nom même rappelle sa proximité avec les bois) que se trouvent les passages vers Faërie empruntés par Smith. Tolkien explique qu'à l'époque du récit, le village de Grand Wootton est sur le déclin : l'art y est négligé (on ne chante plus et on ne raconte plus d'histoires lors des fêtes tenues dans la Grand'Salle), et ses habitants oublient leurs liens avec la Faërie, qu'ils ne considèrent plus que comme « des enfantillages ». C'est pour cette raison, afin de rétablir les liens d'amitié entre Faërie et le monde des hommes, que le roi de Faërie se fait l'apprenti du Maître Queux. Tolkien souligne encore l'absence apparente de religion à Grand Wootton, mais concède que la Grand'Salle puisse être considérée comme une allégorie de l'église du village, et le Maître Queux (poste non héréditaire, particulier mais financièrement soutenu par les villageois) du poste de curé.
Dans son ouvrage A Question of Time: J.R.R. Tolkien's Road to Faerie, Verlyn Flieger estime que Smith est un « conte de fées, pas une allégorie ». Selon elle, les premières versions du conte témoignaient d'une volonté allégorique initiale de Tolkien, mais il gomma par la suite l'essentiel de cet aspect ; et elle doute qu'une lecture allégorique de Smith « s'approche de la volonté finale de Tolkien et serve au mieux le récit en tant qu'œuvre d'art ». Flieger développe également la comparaison de Shippey entre Smith et le poème « La Cloche marine ». Les deux textes évoquent le voyage d'un mortel en Faërie, et son retour dans les terres mortelles, où il ne peut partager son expérience. Mais là où Smith trouve le réconfort auprès de sa famille, le narrateur anonyme de « La Cloche marine », arbitrairement chassé de Faërie (alors que Smith abandonne de son plein gré, bien qu'à contrecœur, son « passeport »), n'a plus que ses souvenirs.

## Adaptations
En 1992, Brian Sibley adapte Smith de Grand Wootton pour BBC Radio 4 dans le cadre d'une série d'adaptations radiophoniques de textes courts de Tolkien, Tales from the Perilous Realm. Outre Smith, cette série comprend des adaptations du Fermier Gilles de Ham, de Feuille, de Niggle, ainsi que des chapitres du Seigneur des anneaux consacrés à Tom Bombadil que Sibley et Michael Bakewell n'avaient pu inclure dans leur adaptation antérieure de ce roman, faute de temps. Cette adaptation a été éditée commercialement l'année suivante. Un livre audio lu par l'acteur Derek Jacobi est paru en 1999.